# Hellen Obiri
Hellen Obiri   (Kisii, Kenya, 13 de desembre de 1989) és una atleta kenyana, especialitzada en les proves de fons. Ha participat en 3 Olimpíades, guanyant 2 medalles de plata en la prova dels 5000m. A més, ha guanyat 4 medalles (2 d'or) en els Campionats del Món i 2 medalles d'or en els Campionats d'Àfrica.

## Marques personals
| Disciplina   | Marca    | Seu    | Data                 |
| ------------ | -------- | ------ | -------------------- |
| 1500m llisos | 3:57.05  | Eugene | 31 de maig de 2014   |
| 5000m        | 14:18.37 | Roma   | 8 de juny de 2017    |
| 10000m       | 30:10.02 | Eugene | 16 de juliol de 2022 |

## Trajectòria professional
| Jocs Olímpics      | Jocs Olímpics  | Jocs Olímpics | Jocs Olímpics |
| Any                | Seu            | Posició       | Prova         |
| ------------------ | -------------- | ------------- | ------------- |
| 2012               | Londres        | 8a posició    | 1.500m llisos |
| 2016               | Rio de Janeiro | 2             | 5.000m        |
| 2020               | Tòquio         | 2             | 5.000m        |
| 2020               | Tòquio         | 4a posició    | 10.000m       |
| Campionat del Món  |                |               |               |
| 2011               | Daegu          | 10a posició   | 1.500m llisos |
| 2013               | Moscou         | 3             | 1.500m llisos |
| 2017               | Londres        | 1             | 5.000m        |
| 2019               | Doha           | 1             | 5.000m        |
| 2019               | Doha           | 5a posició    | 10.000m       |
| 2022               | Eugene         | 2             | 10.000m       |
| Campionat d'Àfrica |                |               |               |
| 2014               | Marràqueix     | 1             | 1.500m llisos |
| 2018               | Asaba          | 1             | 5.000m        |